# Zygocera
Zygocera is een kevergeslacht uit de familie van de boktorren (Cerambycidae). De wetenschappelijke naam van het geslacht werd voor het eerst geldig gepubliceerd in 1842 door Erichson.

## Soorten
Zygocera omvat de volgende soorten:
- Zygocera annulata Breuning, 1939
- Zygocera atrofasciculata Aurivillius, 1916
- Zygocera bifasciata Pascoe, 1859
- Zygocera canosa Erichson, 1842
- Zygocera complexa Pascoe, 1859
- Zygocera concinna Blackburn, 1901
- Zygocera cuneata Pascoe, 1863
- Zygocera curta Breuning, 1939
- Zygocera elongata Breuning, 1939
- Zygocera forrestensis (McKeown, 1948)
- Zygocera luctuosa Pascoe, 1862
- Zygocera lugubris Pascoe, 1863
- Zygocera maculata McKeown, 1938
- Zygocera mastersii (Pascoe, 1871)
- Zygocera nigromaculata Breuning, 1970
- Zygocera norfolkensis McKeown, 1938
- Zygocera ovalis Breuning, 1939
- Zygocera papuana Breuning, 1939
- Zygocera pumilia Pascoe, 1859
- Zygocera similis Breuning, 1939